# Neoempheria neivai
Neoempheria neivai är en tvåvingeart som beskrevs av Edwards 1940. Neoempheria neivai ingår i släktet Neoempheria och familjen svampmyggor. Inga underarter finns listade i Catalogue of Life.